# ジェイコム北関東
株式会社ジェイコム北関東（ジェイコムきたかんとう）は、かつて埼玉県さいたま市浦和区に本社が存在し、ケーブルテレビ（同時再放送、自主放送）と電気通信事業（インターネット接続、IP電話）を主たる業務とし、有線一般放送（ケーブルテレビ局）を運営する一般放送事業者および電気通信事業者であった。株式会社ジュピターテレコム(J:COM)の連結子会社であり、会社呼称は「J:COM 北関東」であった。

## 沿革
- 2009年（平成21年）
  - 4月1日
    - 「株式会社JCN関東」として、株式会社テプコケーブルテレビが設立。
    - ジャパンケーブルネット株式会社が株式取得。経営権が移りJCNグループに参画。
    - 呼称を「JCN関東」に制定。

  - 7月1日
    - JCN統一サービス名称として『JCNテレビ』、『JCNインターネット』および『JCN電話』を制定し展開。
    - JCNサービスラインナップ導入[注 1]。
    - HDD内蔵録画機能付きSTB『録りま専科』を提供開始[注 2]。

  - 12月1日
    - 「チャンネル9」が地上デジタル放送で開始。デジタルでのみ名称を「JCNチャンネル」に変更。
- 2010年（平成22年）
  - 2月1日
    - DVDドライブ搭載HDD内蔵録画機能付きSTB『録りま専科DVD』を提供開始[注 3]。
    - 双方向設置済みの「HDD内蔵STB」利用者向けに、リモート録画予約サービス『ケータイ録画予約』を提供開始。

  - 3月1日
    - 鷲宮町（現：久喜市）エリア開局。

  - 4月1日
    - 地デジコミュニティチャンネルで「デジタル録画コピー制御」を運用開始。
    - au携帯電話端末を販売開始。
    - 川島町エリアおよび杉戸町エリア開局。
    - 東京外環自動車道エリア（関東ケーブルテレビジョン保有回線）での新規加入受付終了（三郷市の一部地域除く）[注 4]。

  - 7月1日
    - 白岡町（現：白岡市）エリア、宮代町エリア開局。

  - 9月1日
    - 県央支社を「北本市北本1丁目81番地」から「久喜市南5丁目1番7号」に移転。

  - 10月1日
    - 吉川市エリア開局。
    - 下り最大160Mbpsの超高速インターネット接続サービス『スピードスター160』を順次開始。
    - JCN会員誌『JCN plus』を創刊。
    - 「JCNチャンネル」にJCN標準タイムテーブル導入。

  - 12月27日
    - 『JCNインターネット』利用者に限定し、UQ WiMAX端末を販売開始。
- 2011年（平成23年）
  - 2月8日
    - 松伏町エリア開局。

  - 3月8日
    - 岩槻サブセンターエリアで、地上放送の暫定的「デジアナ変換」を提供開始。

  - 3月10日
    - 北本サブセンターエリアで、地上放送の暫定的「デジアナ変換」を提供開始。

  - 3月31日
    - 西支社（鶴ヶ島市鶴ヶ丘71番地の2）を廃止。

  - 4月1日
    - 川越ケーブルビジョン株式会社（JCN川越）を吸収合併。
    - 川越支局（川越市大仙波570番地）を開設。
    - 川越支社（川越市旭町1丁目1番21号）を開設。
    - 『JCNチャンネル』および『KOEDOちゃんねる』の名称を『JCNプラスチャンネル』に変更およびハイビジョン化。
    - BD・DVDドライブ搭載HDD内蔵録画機能付きセットトップボックス#TZ-BDT910M/BDT910F/BDT910P『録りま専科ブルーレイ』を提供開始[注 5]。
    - HDD内蔵録画機能付きSTBセットの新コース『HDDコース』を提供開始[注 6]。
    - 双方向設置済みの特定STB利用者向けに、『STBポータルサービス』および『JCNおすすめナビ』を提供開始。

  - 6月1日
    - リモート録画予約サービス『ケータイ録画予約』を拡充し、『ケータイde録画予約』を提供開始。

  - 7月6日
    - 坂戸および新川越サブセンターエリアで、地上放送の暫定的「デジアナ変換」を提供開始[注 7]

  - 7月7日
    - 草加第一および第二サブセンターエリアで、地上放送の暫定的「デジアナ変換」を提供開始[注 8]

  - 7月24日
    - 地上アナログ放送の放送対象地域外テレビ局を再送信終了。
- 2012年（平成24年）
  - 3月12日
    - 『JCNインターネット』利用者向けに、『JCN WiMAX』を提供開始。

  - 4月1日
    - 双方向設置済みの特定STB利用者向けに、『Shufoo!』を提供開始。

  - 5月3日
    - 川越支社を「川越市旭町1丁目1番21号」から「川越市大仙波570番地」に移転。
    - 川越支局（川越市大仙波570番地）を廃止。

  - 6月25日
    - 『JCNインターネット』利用者向けに、『Wi-Fi内蔵モデム』を提供開始。

  - 7月20日
    - 『JCNインターネット』利用者向けに、公衆無線LANサービス『ケーブルTV Wi-Fi』を提供開始。

  - 10月1日
    - 『JCNプラスチャンネル』の名称を『JCN関東チャンネル』に変更。
    - 新しいコミュニティチャンネル『にっぽんケーブルチャンネル』を放送開始。
- 2013年（平成25年）
  - 12月2日
    - 親会社のジャパンケーブルネット株式会社が株式会社ジュピターテレコムの連結子会社化に伴い、J:COMグループに参画[1]。
- 2014年（平成26年）
  - 4月1日
    - 親会社のジャパンケーブルネット株式会社が株式会社ジュピターテレコムに吸収合併[2]。

  - 6月1日
    - 春日部支社を廃止し、運営局として「春日部局（局ブランド名：J:COM 春日部）」を開設[3]。
    - 川越支社を廃止し、運営局として「川越局（局ブランド名：J:COM 川越）」を開設[3]。
    - 県央支社を廃止し、運営局として「埼玉県央局（局ブランド名：J:COM 埼玉県央）」を開設[3]。
    - 越谷支社を廃止し、運営局として「越谷局（局ブランド名：J:COM 越谷）」を開設[3]。
    - 南支社を廃止し、運営局として「草加局（局ブランド名：J:COM 草加）」を開設[3]。
    - 『JCN関東チャンネル』の名称を『J:COMチャンネル埼玉東』および『J:COMチャンネル川越』に変更。
    - 「JCN」ブランドを廃止。
    - J:COM統一サービス名称として『J:COM TV』、『J:COM NET』および『J:COM PHONE』を制定し展開。
    - J:COMサービスラインナップ導入。
    - 『J:COM PHONE プラス』を提供開始。
    - 「にっぽんケーブルチャンネル」（JCN）を「J:COMテレビ」（J：COM）に統合[4]。

  - 7月1日
    - 商号を「株式会社ジェイコム北関東」に変更[3]。
    - 会社呼称を「J:COM 北関東」に変更[3]。

  - 10月1日
    - 『J:COM WiMAX 2+』を提供開始。
- 2015年（平成27年）
  - 1月1日
    - 株式会社ジェイコム熊谷を吸収合併[5]。
    - 運営局として「熊谷局（局ブランド名：J:COM 熊谷）」を開設

  - 3月3日
    - 春日部、埼玉県央、越谷および草加の各エリアにおいて、地上放送の暫定的「デジアナ変換」を終了。

  - 3月17日
    - 川越エリアにおいて、地上放送の暫定的「デジアナ変換」を終了。

  - 3月27日
    - 熊谷エリアにおいて、地上放送の暫定的「デジアナ変換」を終了。

  - 5月31日
    - 「ケーブルプラス電話」を終了。

  - 6月15日
    - 『J:COM 緊急地震速報』を提供開始。

  - 6月16日
    - 春日部および熊谷の各エリアにおいて、『J:COM NET』および『JCNインターネット』のインターネットサービスプロバイダーを『ZAQ』に変更。

  - 6月17日
    - 埼玉県央エリアにおいて、『J:COM NET』および『JCNインターネット』のインターネットサービスプロバイダーを『ZAQ』に変更。

  - 6月18日
    - 草加エリアにおいて、『J:COM NET』および『JCNインターネット』のインターネットサービスプロバイダーを『ZAQ』に変更。

  - 6月19日
    - 川越および越谷の各エリアにおいて、『J:COM NET』および『JCNインターネット』のインターネットサービスプロバイダーを『ZAQ』に変更。

  - 6月30日
    - 熊谷エリアにおいて、『J:COMオンデマンド』を提供開始。
- 2017年（平成29年）
  - 4月1日
    - 熊谷局（J:COM 熊谷）の局名およびブランド名を「熊谷・深谷局（局ブランド名：J:COM 熊谷・深谷）」に変更[6]。

  - 10月5日
    - 熊谷・深谷エリアにおいて、「J:COM NET 1Gコース」の提供開始[7]。
- 2018年（平成30年）
  - 6月1日
    - 越谷局（J:COM 越谷）と春日部局（J:COM 春日部）を統合し、局名およびブランド名を「越谷・春日部局（局ブランド名：J:COM 越谷・春日部）」に変更[8]。
- 2019年（平成31年）
  - 4月1日
    - 株式会社ジェイコム埼玉・東日本に吸収合併され、会社解散[9]。

## 事業所
本社
- 本社
  - 埼玉県さいたま市浦和区常盤10丁目4番1号

事務所
- 久喜営業事務所
  - 埼玉県久喜市南5丁目1番7号
- 越谷営業事務所
  - 埼玉県越谷市南越谷1丁目17番2号 朝日生命越谷ビル4階
- 草加営業事務所
  - 埼玉県草加市氷川町2151番地の2
- 川越営業事務所
  - 埼玉県川越市脇田本町11番13号 渡辺オフィスビル3階
- 熊谷営業事務所
  - 埼玉県熊谷市籠原南3丁目188番地

## 提供区域内自治体

### J:COM 川越
- 埼玉県
  - 川越市、坂戸市、鶴ヶ島市、所沢市、日高市、富士見市、ふじみ野市
  - 入間郡
    - 三芳町

  - 比企郡
    - 川島町、鳩山町

### J:COM 埼玉県央
- 埼玉県
  - 桶川市、加須市、北本市、久喜市、鴻巣市、幸手市、白岡市、蓮田市
  - 北葛飾郡
    - 杉戸町

  - 南埼玉郡
    - 宮代町

### J:COM 越谷・春日部
- 埼玉県
  - さいたま市
    - 岩槻区

  - 越谷市、吉川市、春日部市
  - 北葛飾郡
    - 松伏町

### J:COM 草加
- 埼玉県
  - さいたま市
    - 緑区、南区

  - 川口市、草加市、三郷市、八潮市

### J:COM 熊谷・深谷
- 埼玉県
  - 熊谷市、深谷市

## 業務内容
- 2019年（平成31年）3月31日時点。

統一サービス
1. J:COM TV（テレビ放送サービス[注 9]）
  1. 双方向機能（STBインターネット接続サービス）
  2. インタラクTV（STBテレビ向け情報サービス）
  3. ナビシェル（STB向けご案内画面サービス）
  4. J:COMオンデマンド（VODサービス）
  5. リモート録画予約（番組録画予約）
  6. ジェイコム マガジン（番組ガイド誌）
  7. J:COMチャンネル（第一コミュニティチャンネル）
  8. J:COMテレビ（第二コミュニティチャンネル）
2. J:COM NET（インターネット接続サービス）
  1. ZAQ（インターネットサービスプロバイダ）
  2. J:COM WiMAX 2+（4G（WiMAX）サービス[注 10]）
3. J:COM PHONE（固定電話（CATV電話）サービス）
  1. J:COM PHONE プラス（VoIP方式（プライマリ電話）サービス）[注 11]）
4. J:COM 電力
5. J:COM MOBILE（4G（LTE）サービス[注 12]）

付加サービス
- J:COM 緊急地震速報